# Alexander von Linsingen
Alexander Adolf August Karl von Linsingen (Hildesheim, 10. veljače 1850. -  Hannover, 5. lipnja 1935.) je bio njemački general i vojni zapovjednik. Tijekom Prvog svjetskog rata zapovijedao je s II. korpusom, te Južnom armijom i Armijom Bug, te Grupom armija Linsingen na Istočnom bojištu.

## Vojna karijera
Alexander von Linsingen rođen je 10. veljače 1850. u Hildesheimu. Sin je Wilhelma von Linsingena i Dorothee Linsingen rođene Berlepsch. U prusku vojsku stupio je kao kadet služeći u 17. pješačkoj pukovniji u Celleu. Služeći u 17. pješačkoj pukovniji sudjeluje u Prusko-francuskom ratu u kojem je odlikovan Željeznim križem. Nakon završetka rata, od travnja 1872. nalazi se na službi u 17. landverskoj pukovniji u Düsseldorfu, nakon čega od studenog 1874. ponovno služi u 17. pješačkoj pukovniji koja je bila smještena u Mühlhausenu i u kojoj obnaša dužnost pobočnika. U rujnu 1877. promaknut je u čin poručnika, te premješen u 38. pješačku brigadu u Hannover gdje je također pobočnik. U navedenoj brigadi nalazi se do ožujka 1878. kada je premješten u 39. pješačku brigadu koja je također bila smještena u Hannoveru. Nakon toga, od travnja 1882. služi u 11. pješačkoj brigadi u Berlinu, da bi u studenom te iste godine bio premješten u 4. gardijsku pukovniju uz istodobno promaknuće u čin satnika. U svibnju 1888. premješten je na službu u 31. pješačku diviziju u Strasbourg gdje se nalazi do svibnja 1889. od kada se nalazi na službi u XIV. korpusu koji je imao sjedište u Karlsruheu. Čin bojnika dostiže u rujnu 1889., da bi u prosincu 1890. bio premješten u 76. pješačku pukovniju smještenu u Hamburgu.
U lipnju 1895. unaprijeđen je u čin potpukovnika, te raspoređen u stožer 2. grenadirske pukovnije u Stettin. U stožeru navedene pukovnije služi do studenog 1897. kada je imenovan zapovjednikom 4. grenadirske pukovnije. Istodobno s tim imenovanjem promaknut je u čin pukovnika. U lipnju 1901. unaprijeđen je u čin general bojnika, te imenovan zapovjednikom 81. pješačke brigade smještene u Lübecku. Navedenom brigadom zapovijeda iduće četiri godine, do travnja 1905., kada postaje zapovjednikom 27. pješačke divizije uz istodobno promaknuće u čin general poručnika. U rujnu 1909. unaprijeđen je u čin generala pješaštva, te je imenovan zapovjednikom II. korpusa sa sjedištem u Stettinu. Navedenim korpusom zapovijeda i na početku Prvog svjetskog rata. 

## Prvi svjetski rat
Na početku Prvog svjetskog rata Linsingenov II. korpus bio je u sastavu 1. armije kojom je zapovijedao Alexander von Kluck. Zapovijedajući II. korpusom Linsingen je sudjelovao u njemačkom prodoru kroz Belgiju, te u Prvoj bitci na Marni. Nakon toga II. korpus je premješen u sastav 6. armije bavarskog princa Rupprechta, te Linsingen sudjeluje u Prvoj bitci kod Ypresa.
Ubrzo nakon toga II. korpus je premješten na Istočno bojište. U siječnju 1915. od II. korpusa formirana je Južna armija, te je Linsingen postao njezinim zapovjednikom. U operacijama u Karpatima u svibnju 1915. Linsingen je uspio suzbiti rusku 8. armiju generala Brusilova, prisiliti je na povlačenje na rijeke Dnjestar i Prut, te zarobiti 60.000 ruskih vojnika. Za navedeni uspjeh odlikovan je 14. svibnja 1915. ordenom Pour le Mérite.
U srpnju 1915. Linsingen postaje zapovjednikom Armije Bug koja je nastala od jedinica Južne armije, da bi u rujnu 1915. postao zapovjednikom Grupe armija Linsingen u čijem sastavu je bila Armija Bug kojom je i dalje zapovijedao, te austrougarska 4. armija. Linsingenova grupa armija pretrpjela je teške gubitke u Brusilovljevoj ofenzivi u kojoj je austrougarska 4. armija gotovo u potpunosti uništena. Međutim, Linsingen je nakon poraza i povlačenja uspio pregrupirati snage, te zaustaviti rusku ofenzivu u Bitci kod Kovela.

Nakon Brest-Litovskog mira Grupa armija Linsingen je rasformirana. Linsingen je u travnju 1918. promaknut u general pukovnika, da bi u lipnju posao vojnim guvernerom Berlina na kojem mjestu je suzbijao revolucionarna kretanja koja su se počela pojavljivati. Međutim, vidjevši da neće spriječiti revoluciju Linsingen je dva dana prije kraja rata 9. studenog 1918. dao ostavku na mjesto vojnog guvernera Berlina.

## Poslije rata
Nakon rata Linsingen se umirovio. Preminuo je 5. lipnja 1935. godine u Hannoveru u 85. godini života. Pokopan je na hannoverskom groblju St. Nikolai-Friedhof. Od kolovoza 1880. bio je oženjen s Paulom Mummy s kojom je imao jednu kćer.

## Vanjske poveznice
(eng.) Alexander von Linsingen na stranici First World War.com

(eng.) Alexander von Linsingen na stranici Prussianmachine.com

(rus.) Alexander von Linsingen na stranici Hrono.ru

(njem.) Alexander von Linsingen na stranici Deutschland14-18.de  Arhivirana inačica izvorne stranice od 4. ožujka 2016. (Wayback Machine)
| Prethodnik: | Zapovjednik Južne armije Alexander von Linsingen | Nasljednik:       |
| nitko       | Zapovjednik Južne armije Alexander von Linsingen | Felix von Bothmer |